# Ectopria thoracica
Ectopria thoracica là một loài bọ cánh cứng trong họ Psephenidae. Loài này được Ziegler miêu tả khoa học đầu tiên năm 1845.